# Schalfferner
Schalfferner är en glaciär i Österrike.   Den ligger i förbundslandet Tyrolen, i den västra delen av landet, 400 km väster om huvudstaden Wien. Schalfferner ligger 2 915 meter över havet.
Terrängen runt Schalfferner är huvudsakligen bergig, men den allra närmaste omgivningen är kuperad. Runt Schalfferner är det mycket glesbefolkat, med 6 invånare per kvadratkilometer.. Närmaste större samhälle är Zwieselstein, 18,6 km norr om Schalfferner. 
Trakten runt Schalfferner består i huvudsak av gräsmarker.